# Киселёв, Николай Александрович
Николай Александрович Киселёв (30.12.1911 (12.01.1912), Санкт-Петербург — 22.05.1979, Ленинград) — конструктор кораблей и подводных лодок, лауреат Сталинской премии 1951 года.
Окончил Ленинградский кораблестроительный институт (1934).
С 1934г. в ЦКБС-1, ЦКБ-17: конструктор, старший конструктор (1938), зам. начальника группы (1939), начальник группы корпусного отдела, начальник филиала бюро на заводе №199 в Комсомольске-на-Амуре, зам. главного конструктора проекта 26 бис (1942).
В 1938—1941 гг. принимал участие в проектировании, сопровождении строительства, испытаний и сдачи ВМФ первых советских легких крейсеров (КРЛ) типов «Киров» и «М. Горький» (проекты 26 и 26 бис) для БФ и ЧФ.
С октября 1941 г. руководил бригадой авторского надзора и технической помощи (затем — филиалом бюро на заводе № 199) при строительстве, испытаниях и сдаче ВМФ (для ТОФ) КРЛ «Калинин» (1942) и «Л. Каганович» (1944) типа «М. Горький» с усиленным зенитным вооружением.
В 1945—1947 гг. начальник проектной секции и помощник главного конструктора, участвовал в корректировке проекта достройки кораблей типа «Чапаев» и разработке проекта новых КРЛ с учетом опыта боевых действий.
С 1947 г. главный конструктор крейсеров типа «Чапаев». С 1951 г. главный конструктор мощного крейсера с 220-мм артиллерией главного калибра и новым радиоэлектронным вооружением.
В 1954—1955 гг. в ЦКБ-57 руководил модернизацией крейсеров типа «М. Горький».
в 1956—1957 гг. в ЦКБ-16 проектировал корабль ПВО. С 1958 по 1978 г. главный конструктор нескольких проектов больших подводных лодок и спецоборудования для их испытаний.
С 1978 г. на пенсии.
Сталинская премия 1951 г. — за создание легкого крейсера «Чапаев» (проект 68).